# Алекси Казберук

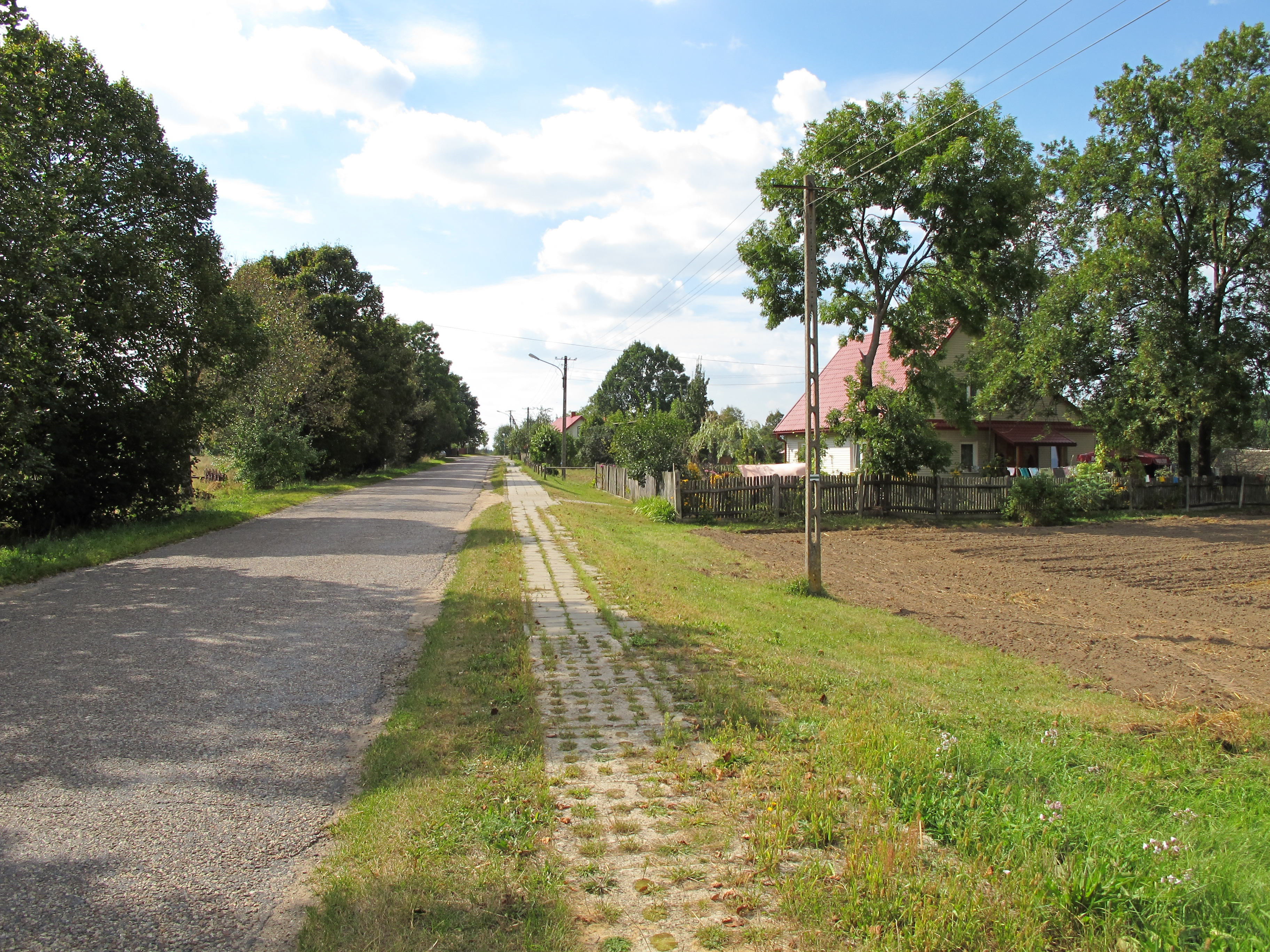
Юшковий Город, рідне село Алекси Казберука.

Але́кси (Олексі́й) Казбе́рук (пол. Aleksy Kazberuk, біл. Аляксей Казберук; * 29 липня 1936, село Юшкови Ґруд (пол. Juszkowy Gród, біл. Юшкавы Гарод), Білостоцький повіт, Підляське воєводство — † 6 липня 2012, село Лупки, Піський повіт, Вармінсько-Мазурське воєводство) — польський поет білоруського походження.

## Біографічні дані
Алекси Казберук народився в селянській родині, в підляському селі, більшість якого становлять православні білоруси. У 1955 році закінчив загальноосвітній ліцей у ґміні Міхалово. 1964 року закінчив юридичний факультет Варшавського університету. З 1955 по 1985 рік працював в органах Цивільної міліції (пол. Milicja Obywatelska) у Білостоку, Щитні й Варшаві. Вийшовши на пенсію, оселився в Лупках (ґміна Піш), де жив до самої смерті у 2012 році. Похований на міському цвинтарі в Білостоку.

## Творчість
У травні 1964 року Казберук дебютував у двотижневику «Камена» віршем «Повернення» (Powroty). Того ж року здобув третю премію на всепольському конкурсі поезії, який оголосили молодіжні організації і Польське радіо з нагоди двадцятиліття ПНР. За голосуванням радіослухачів, яким завершилося це змагання, Казберук посів перше місце.
З 1964 по 1976 рік поет опублікував у «Камені» 23 вірші. Друкувався також, зокрема, у виданні «Ґазета бялостоцка» (Gazeta Białostocka). З 1969 року був членом Спілки польських літераторів. У 60-х роках Казберук брав активну участь у діяльності Білостоцького літературного клубу, згодом був пов'язаний із ольштинським і варшавським літературним середовищем. Належав до членів Літературного клубу при Торунському воєводському управлінні Союзу соціалістичної молоді.
1965 року він випустив у Народній видавничій спілці й у Люблінському видавництві дві збірки віршів — відповідно, «Дятли» та «Вогні на снігу». 1968 р. те ж таки видавництво надрукувало ще одну збірку поезій — «Безлюдний ковчег». Четверта з ліку й чи не найвагоміша книжка — це «Дальтонія» (1973), його перша й, безперечно, дуже вдала спроба в царині поетичної прози. У фантасмагоричній, подекуди майже ґротескній формі автор відобразив суперечливе єство людини, яка з епохи «гасових ламп і священних дерев'яних ложок» потрапила в часи «клоунів і жаб'ячих окулярів». Ліричний герой спершу звертається до читача: Ти ще можеш повернутись і позбутися бажання проклясти мій час. Та якщо вже вирішив іти далі, то забудь не тільки придорожні святки, забудь також потонулі в пустельних пісках піраміди, що зважують тягар сонячного проміння та легкість тіні. Якщо проберешся крізь хаос каменюччя й заледенілого снігу, якщо перечвалаєш втрачені поля й луки, де догорілий торф бубнявіє іржавою водою… Не питайся тоді присмерку, чия це зірка гасне, не глузуй з покаліченої пісні. Вона ж бо може виявитись оповіддю про таку велику поразку, що й музики не треба…
Далі йдуть діалоги-монологи з втраченою коханою дівчиною, із самим собою в о́бразі: то замкненого в країні Дальтонії Ал Егора; то одного з багатьох своїх «я», заблукалого в часі, «коли шляхи були довші, дерева вищі, а річки глибші й ширші»; то другого «я» — зрілішого, що, маючи міську квартиру в районі новобудов, на світанку відкидає перо, «наче шприц із фенолом»; то третього — абстрактного голого синтезу-мучителя, що воскрешає давно відмерлі подоби героя. І наймудрішого, що насамкінець доходить висновку про головну причину цих безумних розщеплень. Бо тоді як
чоловіки, жінки та їхні діти — зодягнені на один копил — взялися, пройнявшись гарячковою нестямою:

— шпарко розпалювати печі в домі, пригніченому під холодними склепіннями руїн;

— дбайливо підіймати колоски, втоптані в болото підошвами танків;

— обережно викладати з кісток полеглих дороговкази і заборонні знаки — «не туди дорога»…
ліричний герой — зрадник полотняних сорочок, разових буханців, мовлених на вітер слів… цілував руки розмаїтим жерцям, виставляв напоказ кожному з них свою вішальницьку шию і під'юджував кров щораз частішими дозами алкоголю.
Жерці ж, бездарні дириґенти руху, скерували потік людей на прибережні скелі. Ті негайно відповіли голосом людської крови.
Але все одно люди з кривими біографіями й зашкарублими долонями … боролися за свої лиця, за згублені прізвища й за щирі погляди на міру розлогих днів. Наперекір нестійким вітрам вийшов із підземелля дім, і з навколішок уставали осмілілі колоски,.. … Поверталась епоха титанів, розпочиналася революція … плинув полотняний піт струмками, річками… І росло море, його немає ні на одній карті.
Та нарешті знаходиться спосіб поєднати в одне ціле скалічілі «я» — втопити в диму свою безмежну омелу. Її галузки — це ошукані літа…
Твір відзначається яскравістю й свіжістю образів, незвичайним багатством польської мови і просто-таки математичною точністю добору лексики.
П'ята з ліку книжка — «Харакірія» (1977) стала останньою в житті. У травні 1985 року на Третьому всепольському форумі Спілки польських літераторів «Здобуті Землі в літературі» відбулася зустріч Казберука з читачами. 1991 року в «Камені» надруковано «Погляд» — останній його вірш, поміщений у цьому часописі. Автор, який подавав великі надії, перестав брати участь у літературному процесі.
Літературний критик Юзеф Яцек Роєк підкреслив, що Алекси Казберук — це поет за покликанням. Поетичну творчість автора критик Тадеуш Клак охарактеризував такими словами:

## Твори

### Збірки
- «Dzięcioły» (LSW, Warszawa 1965) — «Дятли»
- «Ognie na śniegu» (Wydawnictwo Lubelskie, Lublin 1965) — «Вогні на снігу»
- «Arka bezludna» (Wydawnictwo Lubelskie, Lublin 1968) — «Безлюдний ковчег»
- «Daltonia» (Iskry, Warszawa 1973) — «Дальтонія»
- «Harakiria» (Iskry, Warszawa 1977) — «Харакірія»

### Вірші, надруковані в «Камені»
- Powroty — «Повернення»
- Tworzenie — «Творіння»
- ulica — «вулиця»
- ognie na śniegu — «вогні на снігу»
- autoportret — «автопортрет»
- słońce nad Podlasiem — «сонце над Підляшшям»
- wizja — «видіння»
- ulica — «вулиця»
- Budzenie Syzyfa — «Пробудження Сізіфа»
- wychodzenie z konieczności — «вихід із потреби»
- Podlaskie ścieżki — «Підляські стежки»
- Przystań którą zniszczę odchodząc… — «Пристань, яку я знищу, перш ніж

відійти»
- Kwiaty dla Gross Rosen — «Квіти для Ґрос-Розена»
- Metafizyczna wspinaczka — «Метафізичне сходження вгору»
- Poemat o szczęściu — «Поема про щастя»
- Nietypowe krajobrazy — «Нетипові краєвиди»
- Dialog na temat przegranej — «Діалог на тему програшу»
- Był taki czas… — «Був такий час…»
- Podzwonne dla Arkadii — «Подзвін по Аркадії»
- Spowiedź autobiograficzna — «Автобіографічна сповідь»
- Gdybym miał Ciebie — «Якби Ти в мене була»
- Kiedy płakały groby… — «Коли плакали могили…»
- Spojrzenie — «Погляд»

## Українські переклади
- Алекси Казберук. «Дальтонія» — не опубліковано, в електронному форматі. Переклав Олег Король